# B. J. Thomas
Billy Joe Thomas, detto B. J. (Hugo, 7 agosto 1942 – Arlington, 29 maggio 2021), è stato un cantante e musicista statunitense.

## Biografia
Originario dell'Oklahoma, crebbe in Texas. Negli anni '60 e '70 raggiunse il successo come cantante country-pop. In particolare divenne conosciuto come interprete del brano Raindrops Keep Fallin' on My Head, scritto da Burt Bacharach e Hal David.
La canzone vinse l'Oscar alla migliore canzone e divenne una hit nel gennaio 1970.
Negli anni '60 e primi anni '70 pubblicò per la Scepter Records. Nel 1975 ebbe successo con l'album Reunion (ABC Records).
Morì per un cancro ai polmoni il 29 maggio 2021, all'età di 78 anni.

## Discografia
- I'm So Lonesome I Could Cry (1966)
- Tomorrow Never Comes (1966)
- Sings for Lovers and Losers (1967)
- On My Way (1968)
- Young and in Love (1969)
- Raindrops Keep Fallin' on My Head (1969)
- Greatest Hits, Vol. 1 (1970)
- Everybody's Out of Town (1970)
- Most of All (1970)
- Greatest Hits, Vol. 2 (1971)
- B. J. Thomas Country (1972)
- Billy Joe Thomas (1972)
- Songs (1973)
- Longhorns & Londonbridges (1974)
- Reunion (1975)
- Help Me Make It (To My Rockin' Chair) (1975)
- Home Where I Belong (1976)
- B. J. Thomas (1977)
- Everybody Loves A Rain Song (1978)
- Happy Man (1979)
- You Gave Me Love (When Nobody Gave Me a Prayer) (1979)
- The Best of B. J. Thomas (1980)
- For the Best (1980)
- In Concert (1980)
- Amazing Grace (1981)
- Some Love Songs Never Die (1981)
- As We Know Him (1982)
- Miracle (1982)
- Peace in the Valley (1982)
- Love Shines (1983)
- New Looks (1983)
- The Great American Dream (1983)
- Shining (1984)
- Throwin' Rocks at the Moon (1985)
- You Gave Me Love (When Nobody Gave Me a Prayer) (1985)
- Night Life (1986)
- All Is Calm, All Is Bright (1986)
- Hey Won't You Play Another Somebody Done Somebody Wrong Song (1987)
- Midnight Minute (1989)
- As We Knew Him (1991)
- Jesus Hearted People (1991)
- Back Against the Wall (1992)
- Rock & Roll Lullaby (1992)
- Still Standing Here (1994)
- Precious Memories (1995)
- Scenes of Christmas (1995)
- B. J. Thomas Sings Hank Williams and Other Favorites (1996)
- I Believe (1997)
- Christmas Is Coming Home (1997)
- Sounds of Christmas (1998)
- You Call That a Mountain (2000)
- That Christmas Feeling (2005)
- We Prise: Glorify Thy Name (2006)
- We Prise: Just as I Am (2006)
- Home for Christmas (2007)
- Once I Loved (2009)
- The Complete Scepter Singles (2012)
- The Living Room Sessions (2013)